# Wilga czarna
Wilga czarna (Oriolus hosii) – gatunek średniej wielkości ptaka z rodziny wilgowatych (Oriolidae). Endemit północnego Borneo. Nie wyróżnia się podgatunków. Gatunek rzadko spotykany i do dziś bardzo słabo poznany ze względu na habitat, jaki zamieszkuje. Jest bliski zagrożenia wyginięciem na skutek utraty siedlisk.
Występowanie
Wilga czarna zamieszkuje głównie malezyjską część wyspy Borneo (stan Sarawak), ale także przyległy obszar należący do Indonezji (wschodni Kalimantan). Występuje w pierwotnych tropikalnych lasach górskich. Spotykana w przedziale wysokości 900–2000 m n.p.m.
Morfologia
Długość ciała około 21 cm. Samiec cały czarny, oprócz kasztanowych pokryw podogonowych. Tęczówka ciemnoczerwona, dziób matowo różowy. U samicy ciemne gardło i pierś kontrastuje z jaśniejszą, szarą resztą spodu ciała.
Status
IUCN od 1994 roku uznaje wilgę czarną za gatunek bliski zagrożenia (NT, Near Threatened); wcześniej, od 1988 roku klasyfikowano ją jako gatunek najmniejszej troski (LC, Least Concern). Liczebność populacji nie została oszacowana, ale jej trend uznawany jest za spadkowy.